# UCI ProSeries 2024
De UCI ProSeries 2024 is de vijfde editie van deze UCI-wielerkalender met wedstrijden voor professionele renners. Deze serie is het tweede niveau, onder de UCI World Tour en boven de UCI Continentale circuits.
Voor 2024 werden 55 koersen op de kalender opgenomen, 33 eendaagse wedstrijden (1.Pro) en 22 etappewedstrijden (2.Pro) waarvan 49 in Europa, vijf in Azië en één op de Amerikaanse continenten. De ProSeries ving aan op 31 januari met de Ronde van Valencia. De laatste wedstrijden op de kalender zijn de Japan Cup en de Veneto Classic op 20 oktober.
Aan ProSeries-wedstrijden kunnen zowel de 18 WorldTeams als de 17 ProTeams deelnemen. Daarnaast kunnen continentale ploegen worden uitgenodigd voor deelname.

## Kalender
Ten opzichte van 2023 verdwenen de Ronde van San Juan, de Ster ZLM Tour, de Mont Ventoux Dénivelé Challenge en de Ronde van Hainan van de ProSeries-kalender, terwijl de Figueira Champions Classic werd toegevoegd. De Ronde van Turkije keerde na een jaar afwezigheid weer terug op de kalender.
| Datum                    | Koers                               | Winnaar             | Winnaar                         |
| ------------------------ | ----------------------------------- | ------------------- | ------------------------------- |
| 31 januari - 4 februari  | Ronde van Valencia                  | Brandon McNulty     | UAE Team Emirates               |
| 10 februari              | Figueira Champions Classic          | Remco Evenepoel     | Soudal Quick-Step               |
| 10 - 14 februari         | Ronde van Oman                      | Adam Yates          | UAE Team Emirates               |
| 11 februari              | Clásica de Almería                  | Olav Kooij          | Team Visma\|Lease a Bike        |
| 14 - 18 februari         | Ronde van de Algarve                | Remco Evenepoel     | Soudal Quick-Step               |
| 14 - 18 februari         | Ruta del Sol                        | -                   | -                               |
| 24 februari              | Ardèche Classic                     | Juan Ayuso          | UAE Team Emirates               |
| 25 februari              | Drôme Classic                       | Marc Hirschi        | UAE Team Emirates               |
| 25 februari              | Kuurne-Brussel-Kuurne               | Wout van Aert       | Team Visma\|Lease a Bike        |
| 28 februari              | Trofeo Laigueglia                   | Lenny Martinez      | Groupama-FDJ                    |
| 13 maart                 | Nokere Koerse                       | Tim Merlier         | Soudal Quick-Step               |
| 13 maart                 | Milaan-Turijn                       | Alberto Bettiol     | EF Education-EasyPost           |
| 14 maart                 | GP Denain                           | Jannik Steimle      | Q36.5 Pro Cycling Team          |
| 15 maart                 | Bredene Koksijde Classic            | Luca Mozzato        | Arkéa-B&B Hotels                |
| 30 maart                 | Grote Prijs Miguel Indurain         | Brandon McNulty     | UAE Team Emirates               |
| 3 april                  | Scheldeprijs                        | Tim Merlier         | Soudal Quick-Step               |
| 10 april                 | Brabantse Pijl                      | Benoît Cosnefroy    | Decathlon AG2R La Mondiale Team |
| 15 - 19 april            | Ronde van de Alpen                  | Juan Pedro López    | Lidl-Trek                       |
| 21 - 28 april            | Ronde van Turkije                   | Frank van den Broek | Team DSM-Firmenich PostNL       |
| 4 mei                    | Grote Prijs van Plumelec            | Benoît Cosnefroy    | Decathlon AG2R La Mondiale Team |
| 5 mei                    | Tro Bro Léon                        | Arnaud De Lie       | Lotto Dstny                     |
| 8 - 12 mei               | Ronde van Hongarije                 | Thibau Nys          | Lidl-Trek                       |
| 14 - 19 mei              | Vierdaagse van Duinkerke            | Sam Bennett         | Decathlon AG2R La Mondiale Team |
| 23 - 26 mei              | Boucles de la Mayenne               | Alberto Bettiol     | EF Education-EasyPost           |
| 23 - 26 mei              | Ronde van Noorwegen                 | Axel Laurance       | Alpecin-Deceuninck              |
| 29 mei                   | Circuit Franco-Belge                | Biniam Girmay       | Intermarché-Circus-Wanty        |
| 2 juni                   | Brussels Cycling Classic            | Jonas Abrahamsen    | Uno-X Mobility                  |
| 8 juni                   | Dwars door het Hageland             | Gianni Vermeersch   | Alpecin-Deceuninck              |
| 12 - 16 juni             | Ronde van België                    | Søren Wærenskjold   | Uno-X Mobility                  |
| 12 - 16 juni             | Ronde van Slovenië                  | Giovanni Aleotti    | BORA-hansgrohe                  |
| 7 - 14 juli              | Ronde van het Qinghaimeer           | Jefferson Cepeda    | Caja Rural-Seguros RGA          |
| 22 - 26 juli             | Ronde van Wallonië                  | Matteo Trentin      | Tudor Pro Cycling Team          |
| 4 - 7 augustus           | Arctic Race of Norway               | Magnus Cort         | Uno-X Mobility                  |
| 5 - 9 augustus           | Ronde van Burgos                    | Sepp Kuss           | Visma\|Lease a Bike             |
| 14 - 18 augustus         | Ronde van Denemarken                | Arnaud De Lie       | Lotto-Dstny                     |
| 21 - 25 augustus         | Ronde van Duitsland                 | Mads Pedersen       | Lidl-Trek                       |
| 1 september              | Maryland Cycling Classic            | Afgelast            | Afgelast                        |
| 1 - 8 september          | Ronde van Groot-Brittannië          | Stephen Williams    | Israel-Premier Tech             |
| 8 september              | Grote Prijs van Fourmies            | Arvid de Kleijn     | Tudor Pro Cycling Team          |
| 8 september              | GP Industria & Artigianato-Larciano | Marc Hirschi        | UAE Team Emirates               |
| 12 september             | Coppa Sabatini                      | Marc Hirschi        | UAE Team Emirates               |
| 18 september             | Grote Prijs van Wallonië            | Roger Adrià         | Red Bull-BORA-hansgrohe         |
| 18 - 22 september        | Ronde van Luxemburg                 | Antonio Tiberi      | Bahrain-Victorious              |
| 21 september             | Super 8 Classic                     | Filippo Baroncini   | UAE Team Emirates               |
| 29 september - 6 oktober | Ronde van Langkawi                  | Max Poole           | Team dsm-firmenich PostNL       |
| 3 oktober                | Ronde van het Münsterland           | Jasper Philipsen    | Alpecin-Deceuninck              |
| 5 oktober                | Ronde van Emilia                    | Tadej Pogačar       | UAE Team Emirates               |
| 6 oktober                | Parijs-Tours                        | Christophe Laporte  | Team Visma\|Lease a Bike        |
| 7 oktober                | Coppa Bernocchi                     | Stan Van Tricht     | Alpecin-Deceuninck              |
| 8 oktober                | Ronde van de Drie Valleien          | Afgelast            | Afgelast                        |
| 10 oktober               | Ronde van Piemonte                  | Neilson Powless     | EF Education-EasyPost           |
| 10 - 13 oktober          | Ronde van het Taihu-meer            | Jelte Krijnsen      | Parkhotel Valkenburg            |
| 16 oktober               | Ronde van Veneto                    | Corbin Strong       | Israel-Premier Tech             |
| 20 oktober               | Japan Cup                           | Neilson Powless     | EF Education-EasyPost           |
| 20 oktober               | Veneto Classic                      | Magnus Cort         | Uno-X Mobility                  |